# 30883 де Бройль
30883 де Бройль (30883 de Broglie) — астероїд головного поясу, відкритий 24 вересня 1992 року.
Тіссеранів параметр щодо Юпітера — 3,391.